# Anthidium barkamense
Anthidium barkamense là một loài Hymenoptera trong họ Megachilidae. Loài này được Wu mô tả khoa học năm 1986.